# Реферування
Реферува́ння — одна з письмових форм отримання інформації, яка дозволяє з великого потоку інформації відібрати потрібну. А також вид аналітико-синтетичного опрацювання документа (АСОД) або його частини з метою створення вторинного документа (реферату), що містить необхідну кількість вихідної інформації у стислому викладі і має специфічну мовностилістичну форму.У порівнянні з анотуванням реферування є досконалішим методом обробки інформації джерел інформації: якщо в анотації наводиться лише короткий перелік питань, що розглядаються, то в рефераті викладається сутність питань та наводяться найважливіші висновки. Реферування передбачає: науковий аналіз та оцінювання інформації первинного документа — монографії, статті, доповіді тощо (визначення її цінності); рекомендування (просування) через ті чи інші реферативні ресурси соціально важливої інформації, потрібної користувачам для певної суспільної діяльності. Згортання змісту первинного документа у процесі реферування ув'язується з поглибленим аналізом його тексту і відбором з нього найважливішої змістової інформації: основних положень, фактичних даних, результатів, висновків, рекомендацій, прогнозів тощо.

## Реферат
Рефера́т (лат. refero — доношу, повідомляю, переказую) — короткий переказ змісту наукової роботи, книги або вчення, оформлений у вигляді письмової публічної доповіді; доповідь на задану тему, зроблена на основі критичного огляду відповідних джерел інформації (наукових праць, літератури на тему).

## Види рефератів
Розрізняють два види рефератів: продуктивні та репродуктивні. Репродуктивний реферат відтворює зміст первинного тексту. Продуктивний містить творче або критичне осмислення реферованих джерел.
Репродуктивні реферати можна розділити ще на два види: реферат-конспект і реферат-резюме. Реферат-конспект містить фактичну інформацію в узагальненому вигляді, ілюстрований матеріал, різні відомості про методи дослідження, результати дослідження та можливості їхнього застосування. Реферат-резюме містить тільки основні положення заданої теми.
У продуктивних рефератах виділяють реферат-доповідь і реферат-огляд. Реферат-огляд складається на основі декількох джерел і зіставляє різні погляди з досліджуваного питання. У рефераті-доповіді, поряд з аналізом інформації першоджерела, є об'єктивна оцінка проблеми; цей реферат має розгорнутий характер.
Реферати поділяють на інформативні та індикативні. Факт такого поділу був визнаний міжнародною конференцією з наукового реферування (Париж, 1949 р.)[джерело?]. Інформаційний реферат, за її визначенням, містить аргументи й наводить основні дані та висновки оригінальних документів, які роблять цінний внесок у загальну систему знань або корисні для певного кола читачів, а індикативний — це стислий реферат, створений з метою допомогти читачеві вирішити, чи слід йому звертатися до оригінального документа. Інформативний реферат найповніше розкриває зміст документа, передає важливі фактичні та теоретичні відомості. У інформативному рефераті має бути вказано предмет дослідження та мету роботи, вміщено дані про метод і умови дослідження, висвітлено результати та пропозиції автора щодо їхнього застосування, наведено основні характеристики нових технологічних процесів, технічних виробів, нову інформацію про відомі явища, предмети та ін. Послідовність викладу матеріалу виступає як головна вимога, що висувається до такого реферату.
Індикативний реферат містить відомості тільки про найважливіші аспекти змісту первинного документа та його інформаційний зміст. При цьому вирішальним є не послідовність викладення матеріалу, а логіка бібліографічного задуму. Вона полягає у виділенні найголовнішого та найактуальнішого в документі. У такому рефераті немає детальної фактографічної інформації, його основне цільове призначення — привернути увагу користувача до наукового документа.
Також реферати поділяють на монографічні, звідні, аспектні, фрагментні. Монографічний — складений на основі аналітико-синтетичного перероблювання інформації, що міститься в одному первинному документі. Звідний реферат містить відомості з низки первинних документів на одну тему, викладені у вигляді зв'язаного тексту. Аспектним є реферат, укладений на основі аналітико-синтетичного перероблювання інформації одного чи кількох аспектів первинного документа. Фрагментний укладається за одним чи кількома структурними елементами документа, якщо він має великий обсяг різнопрофільної інформації. Також реферати поділяють за ознакою орієнтованості на споживача (цільовий і загальний), за формалізацією структури (текстовий і бланковий).

## Структура та ознаки реферату
Реферат має певну композицію:
1. Вступ. У вступі обґрунтовують вибір теми, можуть бути приведені вихідні дані реферованого тексту (назва, де опубліковано, в якому році), повідомлені відомості про автора (П. І. Б., спеціальність, науковий ступінь, вчене звання), розкривається проблематика обраної теми.
2. Основна частина. Зміст реферованого тексту, наводяться основні тези, вони аргументуються.
3. Висновок. Робиться загальний висновок з проблеми, заявленої в рефераті. Зазначаються прийняті та відхилені гіпотези, а також сфера застосування.

Реферат має такі ознаки:
- зміст реферату повністю залежить від змісту реферованих джерел;
- містить точний виклад основної інформації без спотворень і суб'єктивних оцінок;
- має чітку композицію і відповідні мовні засоби оформлення.

## Мова рефератів
Реферати пишуться зазвичай стандартною, клішованою мовою, з використанням типових мовних зворотів на кшталт «важливе значення має», «приділяється особлива увага», «порушується питання», «робимо такі висновки», «досліджувана проблема», «освітлювані питання» тощо. До мовних та стилістичних особливостей рефератів належать слова і звороти мови, що мають узагальнювальний характер, словесні кліше. Їм, як правило, притаманні невизначено-особисті пропозиції, абстрактні іменники, специфічні та наукові терміни, властиві досліджуваній проблемі, слова-жаргонізми, дієприслівникові та причетні обороти. У рефератів особлива логічність подачі матеріалу і висловлювання думки, певна об'єктивність викладу матеріалу. Все це пов'язано не з убогістю лексики автора, а зі своєрідністю мови рефератів (особливо вузькоспеціалізованої спрямованості, де переважають жаргонізми, специфічні терміни й обороти).
На завершення робота повинна отримати відповідну рецензію з оцінкою. Рецензія складається на основі таких чинників:
- рівень ерудованості автора з вивченої теми (сучасність і своєчасність розглянутої проблеми, ступінь знайомства автора роботи з актуальним станом досліджуваної проблематики, повнота цитування джерел, ступінь використання в роботі результатів досліджень і встановлених наукових фактів);
- особисті заслуги автора реферату (додаткові знання, використані при написанні роботи, що отримані крім запропонованої освітньої програми, новизна поданого матеріалу і розглянутої проблеми, рівень володіння тематикою та наукове значення досліджуваного питання);
- характер реферату (логічність подачі матеріалу, грамотність автора, правильне оформлення роботи, відповідність реферату стандартним вимогам).

## Проблематика реферування
У педагогіці реферат часто використовується для структуризації знань учнів за підсумками курсу у формі звітності. Розвиток інтернету призвів до того, що у світі почалося активне розповсюдження вже готових рефератів з різних галузей знань. Деякі ресурси пропонують завантажити готові роботи за певну платню або безплатно.
З проблемами плагіату при здачі рефератів борються в усьому світі: у більшості навчальних закладів за видавання чужих робіт за свої студентам загрожує відрахування. Розробляються спеціальні програми, які повинні допомогти викладачам у виявленні завантажених з Інтернету рефератів: наприклад, американська система Turnitin та ін.